# انتخابات الرئاسة الكولومبية 1898
انتخابات الرئاسة الكولومبية 1898 هي الانتخابات الرئاسية التي جرت في 1898، في كولومبيا، فاز بالانتخابات مانويل انتونيو سانكليمينت.

## المرشحين
غيّر دستور عام 1886 النظام الانتخابي الرئاسي من نظام يتعين فيه على المرشح الفوز بأغلبية الولايات ليتم انتخابه (أو انتخابه من قبل الكونغرس إذا لم يفز أي مرشح بأغلبية الولايات)، إلى نظام من مرحلتين. الناخبون الذين يستوفون متطلبات معرفة القراءة والكتابة والممتلكات (التي لم تكن مطلوبة للانتخابات المحلية والإقليمية) أعضاء منتخبون في هيئة انتخابية، والذين بدورهم ينتخبون الرئيس. 